# Hieracium chrysostylum
Hieracium chrysostylum là một loài thực vật có hoa trong họ Cúc. Loài này được (Lindeb.) Linder ex Elfstr. mô tả khoa học đầu tiên năm 1890.